# Wyspy Paklińskie
Wyspy Paklińskie (chorw. Paklinski otoci, chorw. Pakleni otoci) – grupa 16 chorwackich wysepek na Adriatyku, na południe od miasta i wyspy Hvar o łącznej powierzchni prawie 7,2 km².

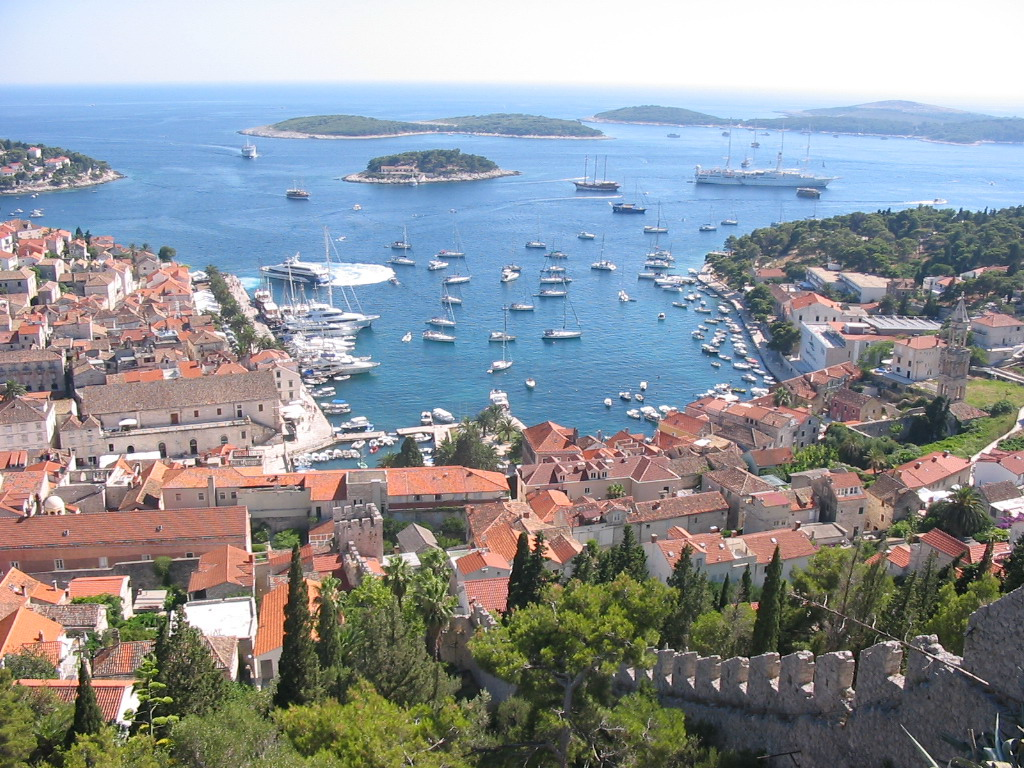
Wyspy Paklinskie widziane z miasta Hvar, na pierwszym planie wysepka Galešnik, z tyłu Sveti Jerolim, a po prawej fragment wyspy Marinkovac

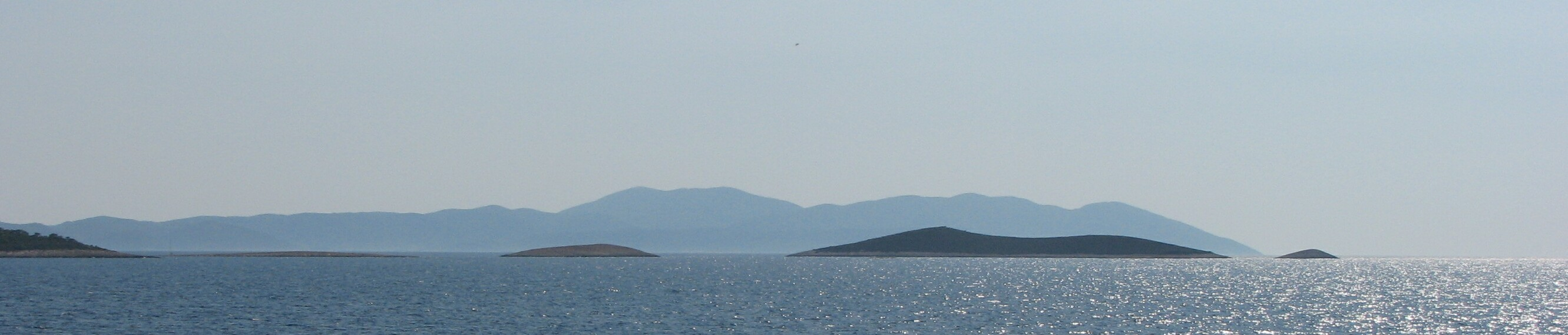
Wyspy Paklińskie, od prawej: Mali Vodnjak, Veli Vodnjak, Travna i Paržanj, z tyłu Vis

Wyspy są oddzielone od Hvaru kanałem Paklińskim i stanowią naturalną osłonę dla portu Hvar. Nazwa wysp pochodzi od słowa paklina, oznaczającego żywicę sosny w lokalnym dialekcie języka chorwackiego, używaną tutaj do uszczelniania kadłubów statków i łodzi.
Największą z wysp jest Sveti Klement (pow. 5,276 km²), której nazwa pochodzi od kaplicy zbudowanej tutaj w XV w., poświęconej św. Klemensowi. Na wyspie są również pozostałości kopców iliryjskich i ruiny rzymskich willi.
Pozostałe wysepki to, kolejno z zachodu na wschód:
- Mali Vodnjak (pow. 0,82 ha),
- Veli Vodnjak (25,27 ha),
- Travna (0,97 ha),
- Paržanj (3,95 ha),
- Borovac (pierwsza z dwóch wysepek o tej nazwie w archipelagu, pow. 2,17 ha),
- Dobri Otok (29,73 ha),
- Vlaka (2,13 ha),
- Stambedar (2,99 ha),
- Gojca (2,15 ha),
- Borovac (większa z dwóch wysepek o tej nazwie: 16,75 ha),
- Marinkovac (68,07 ha),
- Planikovac (10,08 ha),
- Sveti Jerolim (pow. 20,71 ha; jedna z wysp Briońskich również nosi tę nazwę),
- Galešnik (1,46 ha),
- Pokonji Dol (1,67 ha).

Wyspy Sveti Klement i Borovac (wschodni) rozdziela cieśnina Velo ždrilo, Borovac (wschodni) i Planikovac – Malo ždrilo (min. szerokość 75 m, min. głębokość 1 m), Planikovac i Marinkovac – Ždrilca (min. szerokość 180 m, min. głębokość 1 m).